# École littéraire de Preslav

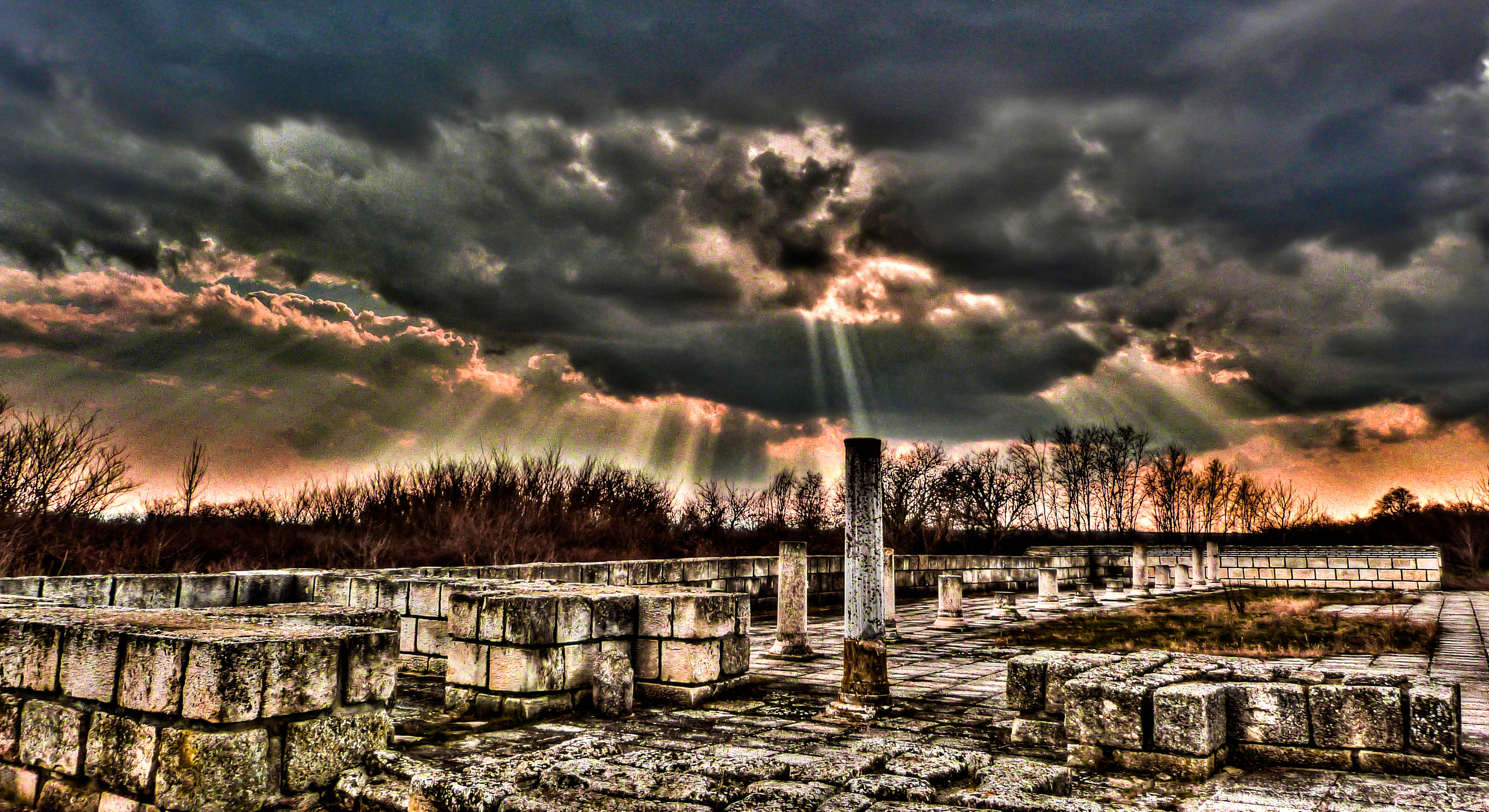
La Grande Basilique de Pliska est la plus grande église chrétienne du monde jusqu'à l'érection de la Basilique Saint-Pierre à Rome.

L'école littéraire de Preslav est la principale école littéraire du premier État bulgare et a été fondée par le prince Boris Ier en 885 ou 886 dans la capitale Pliska. L'alphabet cyrillique y a été créé. Centre de la vieille littérature bulgare. On pense que son siège principal était la Grande Basilique de Pliska. Après 893, Siméon le Grand a déplacé le siège de l'école dans la nouvelle capitale bulgare Preslav dans le cadre de la christianisation de la Bulgarie.
L'école littéraire de Preslav est à la base de l'Âge d’or de la culture bulgare et de la Culture de Pliska et Preslav.
L'école littéraire de Preslav était le centre littéraire et culturel le plus important de Bulgarie et de tout le monde slave jusqu'à l'incendie de Preslav par l'empereur byzantin Jean Ier Tzimiskès en 971. Parmi les éminents écrivains et érudits bulgares qui ont travaillé à l'école se trouvaient Naum de Preslav (jusqu'en 893), Constantin de Preslav, Jean l'Exarque, Chrabr le moine.
Parmi les centres littéraires de l'école se trouve le Monastère de Ravna, qui était peut-être le laboratoire phonétique et grammatical le plus important d'Europe au Moyen Âge.